# Granat hukowo-błyskowy

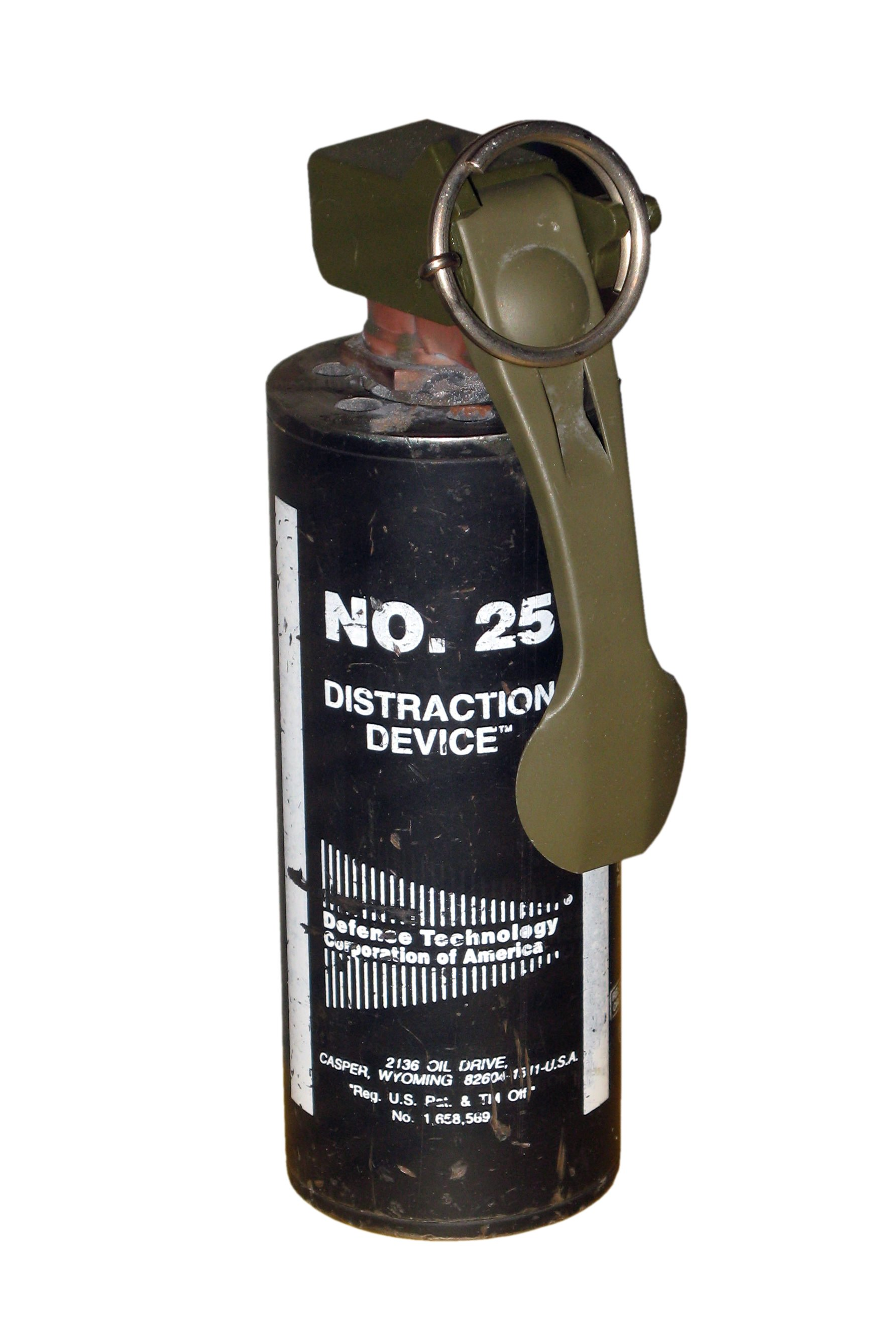
Granat hukowo-błyskowy TMC No. 25

Granat hukowo-błyskowy lub ogłuszający – granat ręczny, służący do chwilowego obezwładnienia przeciwnika oślepiającym błyskiem i głośnym hukiem, bez zadawania mu poważniejszych obrażeń. 

## Charakterystyka

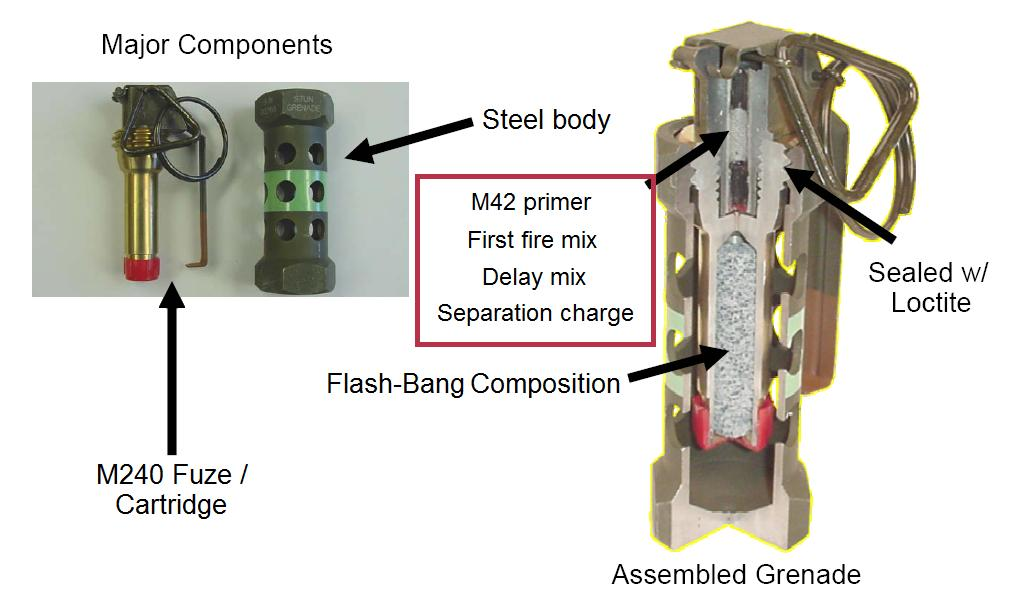
Budowa granatu hukowo-błyskowego na przykładzie M84

Granaty hukowo-błyskowe używane są do czasowego zneutralizowania skuteczności obronnej wrogów poprzez zdezorientowanie ich zmysłów. Przykładowo amerykański granat M84 daje błysk o sile ponad miliona kandeli i huk o sile 170-180 dB (mierzony ok. 1,5 m od miejsca wybuchu), co powoduje oszołomienie, dezorientację, przejściową utratę słuchu i upośledzenie widzenia, w szczególności oczu przyzwyczajonych do ciemności, w promieniu ok. 9 m od miejsca eksplozji. Dźwięk i błysk wydostają się na zewnątrz przez otwory w skorupie, która wykonana jest z grubej blachy stalowej i nie ulega fragmentacji. Granat Mk 13 produkowany przez przedsiębiorstwo Rheinmetall daje błysk o sile ok. 6 milionów kandeli i hałas o sile 180 dB (mierzony ok. 1,2 m od miejsca wybuchu), co na zapewnić oszołomienie celu bez zadania nieodwracalnych obrażeń. 
Kiedy następuje wybuch, korpus granatu pozostaje nienaruszony. Pozwala to na uniknięcie obrażeń spowodowanych przez odłamki; jednak sam wybuch, mający miejsce w małej odległości, może doprowadzić do poparzenia. Ogłuszający huk wybuchu w pobliżu człowieka może doprowadzić do czasowego, a nawet trwałego uszkodzenia słuchu, natomiast silny błysk może trwale lub czasowo uszkodzić narząd wzroku. Poza tym ciepło towarzyszące wybuchowi, które emitowane jest do otoczenia, może spowodować zapłon materiałów łatwopalnych, np. paliwa.

## Historia
Pierwsze egzemplarze tego typu granatów powstały w latach 70. XX wieku na potrzeby oddziałów antyterrorystycznych tworzonych w składzie brytyjskiej Special Air Service. Jedne z pierwszych akcji, w których użyto tej broni to odbicie irańskiej ambasady w Londynie (operacja Nimrod) i odbicie z rąk porywaczy samolotu Lufthansy w Mogadiszu.

## W Polsce
W Polsce granaty hukowo-błyskowe są zaliczone do środków przymusu bezpośredniego, przeznaczone do użycia jako środki pirotechniczne mające odwrócić uwagę osoby zatrzymywanej i chwilowo ją zdezorientować, w przypadku gdy istnieje wysokie prawdopodobieństwo, że będzie ona stawiać opór zatrzymującym. Używa ich np. Jednostka Wojskowa GROM.